# 함라중학교
함라중학교(咸羅中學校)는 대한민국 전북특별자치도 익산시 함라면 금성리에 있는 공립 중학교이다.

## 학교 연혁
- 1952년 1월 7일 : 함라중학교 설립 인가
- 1952년 4월 12일 : 개교(1학급 47명)
- 1954년 5월 17일 : 현 교사로 이전
- 2022년 9월 1일 : 제28대 박진홍 교장 부임
- 2024년 1월 5일 : 제71회 6명 졸업 (졸업생 총수 5,368명 졸업)

## 참고 자료
- 함라중학교 - 한국교육학술정보원 학교알리미